# WeFly! Team
Il WeFly! Team è una pattuglia acrobatica aerea italiana, formata da tre piloti di cui due sono disabili.

## Storia
La pattuglia è l'unica al mondo parzialmente composta da piloti disabili, è stata costituita nel 2007 da Alessandro Paleri e Fulvio Gamba, successivamente scomparso in un incidente di volo. Da allora, il WeFly! Team è portavoce della Federazione italiana piloti disabili "Baroni Rotti".
L'esibizione, della durata di circa 10 minuti, non prevede manovre acrobatiche vere e proprie ma una serie di evoluzioni in formazione stretta.

## Componenti
Il "n° 1" Alessandro Paleri, leader della formazione, tetraplegico dal 1987, e il "n° 3" Marco Cherubini, gregario di sinistra, paraplegico dal 1995, non hanno l'uso delle gambe e pilotano i loro aerei, oggi dei nuovi velivoli experimental Van's Aircraft Rv-7 autocostruiti, solo con le mani, grazie a un comando speciale, progettato e realizzato dallo stesso Alessandro, che è un ingegnere aerospaziale, laureato al Politecnico di Milano.
Per i primi 10 anni il team ha volato con ultraleggeri Fly Synthesis Texan Top Class. 
Dal 2021 vola con loro, come gregario destro, il "n° 5" Walter Mondani, imprenditore e pilota civile. Mentre Erich Kustatscher, istruttore di volo Vds e "n° 4" della pattuglia" è il supervisore all'addestramento del team.
Completa la pattuglia: il PR e speaker Pino Di Feo, pilota, giornalista professionista, oggi nell'ufficio stampa dell'azienda Leonardo e Ufficiale della Riserva Selezionata dell'Aeronautica Militare. Nel 2024, invece, è improvvisamente mancato il fotografo ufficiale  Marco Tricarico.

## ISS missione Futura
Durante la missione spaziale "Futura" dell'Asi sulla stazione spaziale internazionale ISS, l'astronauta italiana dell'Esa ed ex ufficiale pilota dell'Aeronautica militare, Samantha Cristoforetti, nell'ambito dell'iniziativa "WeFly! con Futura... osa volare", ha portato nello Spazio la bandiera del team, ideata per l'occasione dal designer aeronautico Mirco Pecorari, per condividere con l'umanità un messaggio d'inclusione contro stereotipi e pregiudizi. La bandiera, dopo aver volato per 200 giorni nello Spazio, è stata riconsegnata da Samantha alla pattuglia il 4 giugno 2016 sull'aviosuperficie di Caposile, alle porte di Jesolo (Ve).

## Galleria d'immagini

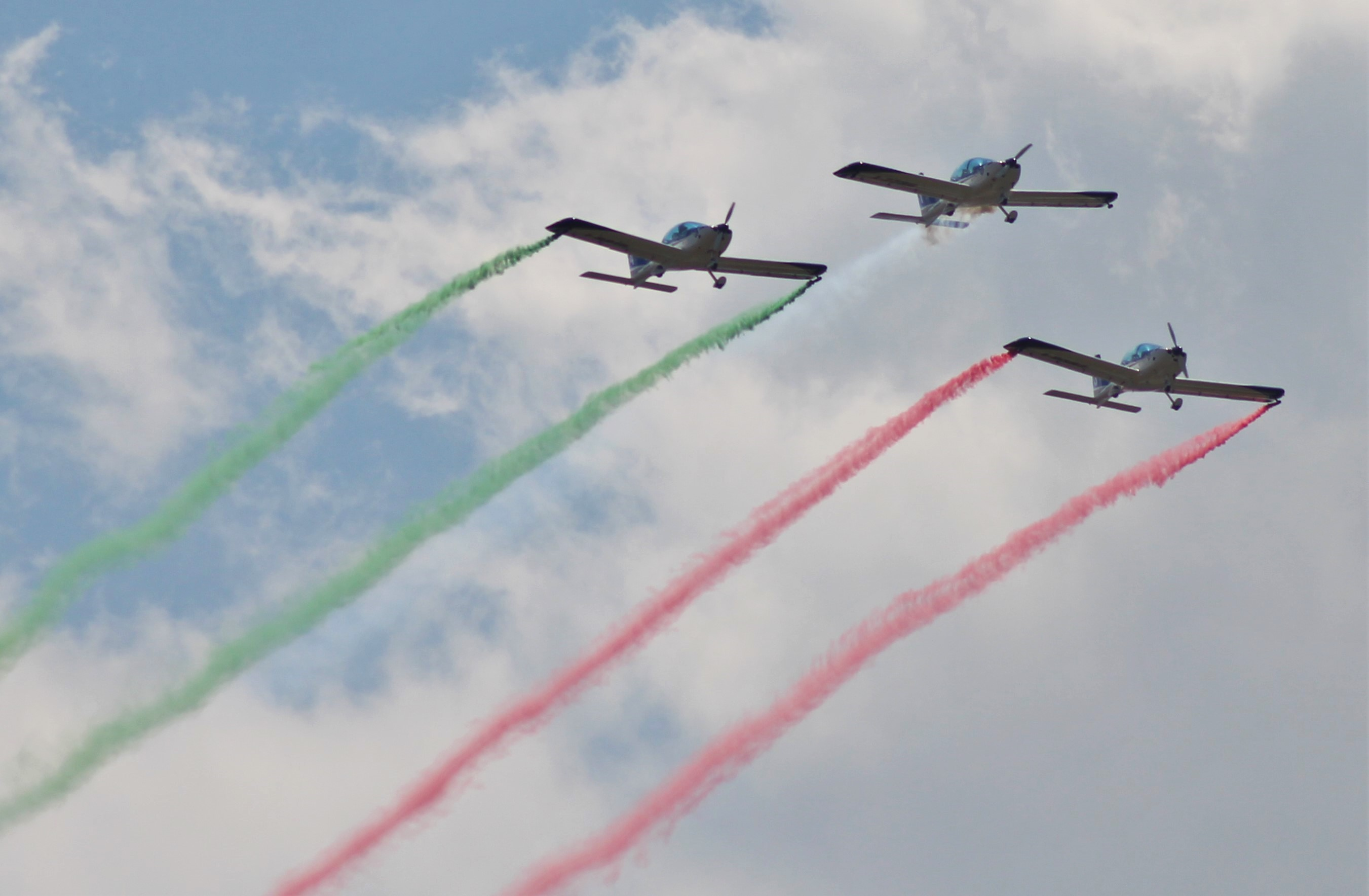
Il tricolore italiano del WeFly! Team
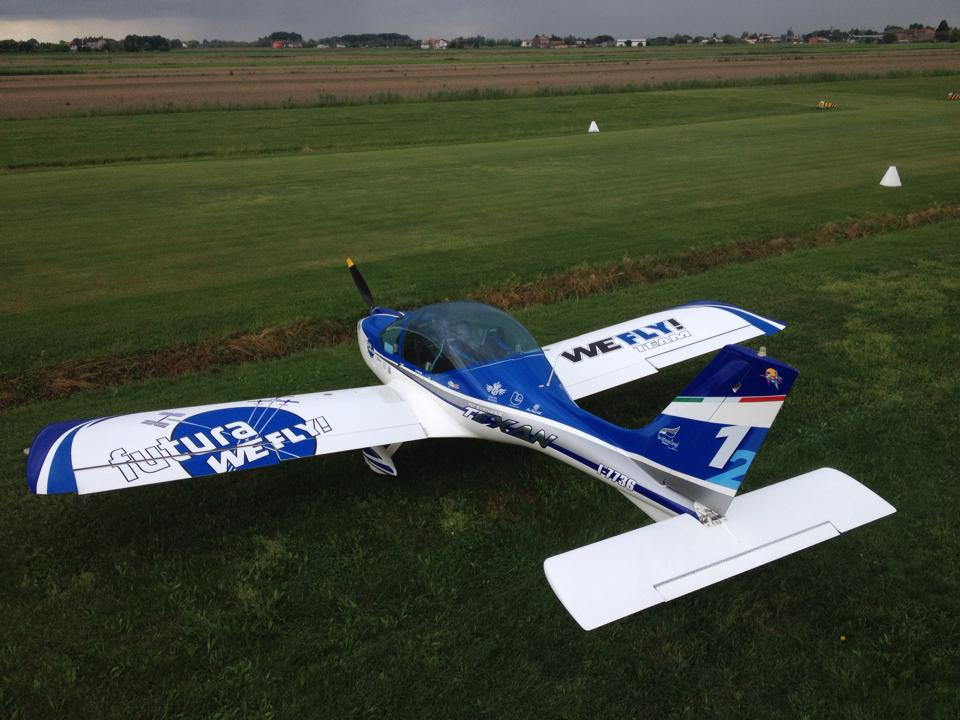
Il Fly Synthesis Texan Top Class del WeFly! Team
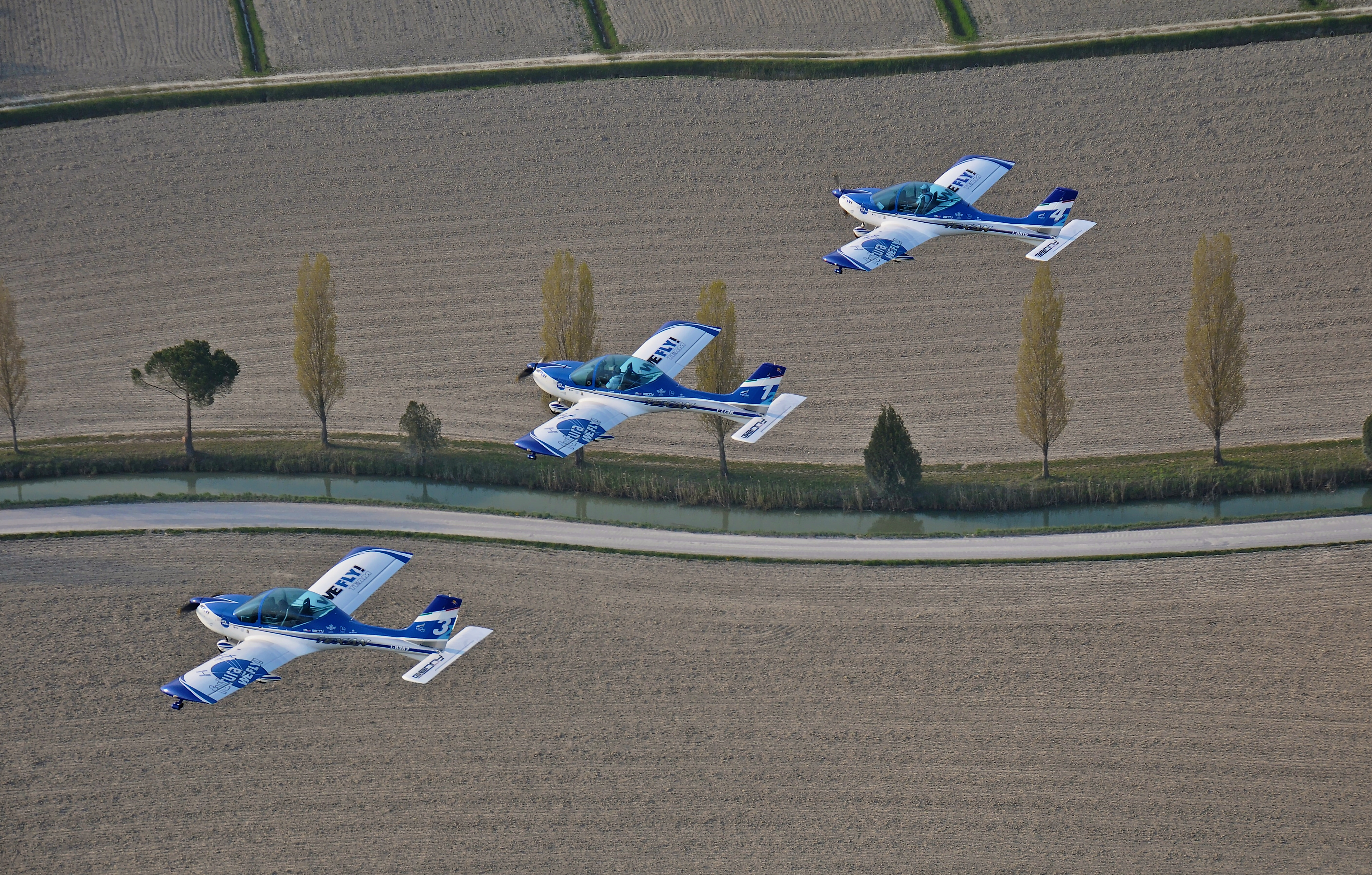
Il WeFly! Team in addestramento su Caposile
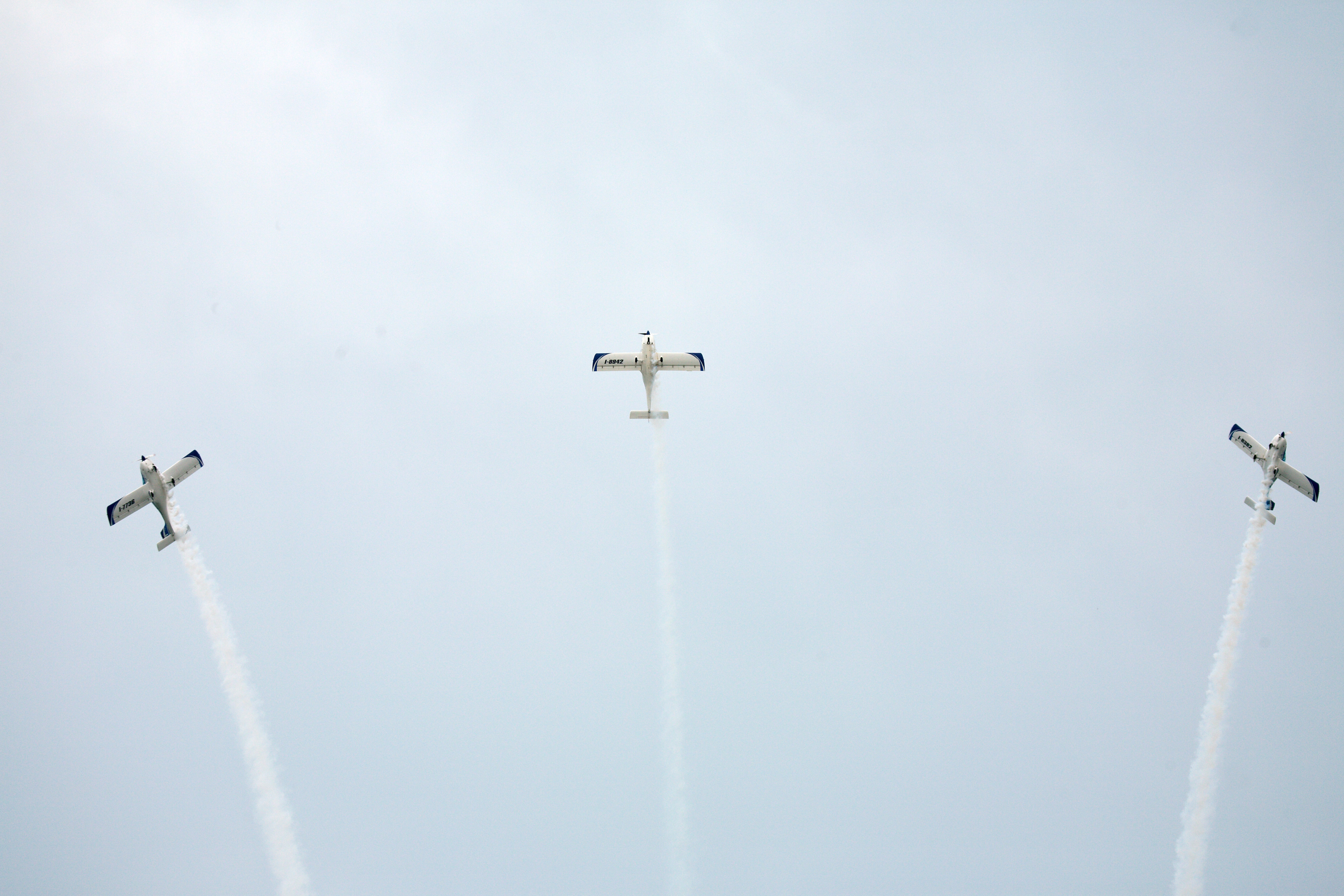
Apertura "in piedi" del WeFly! Team
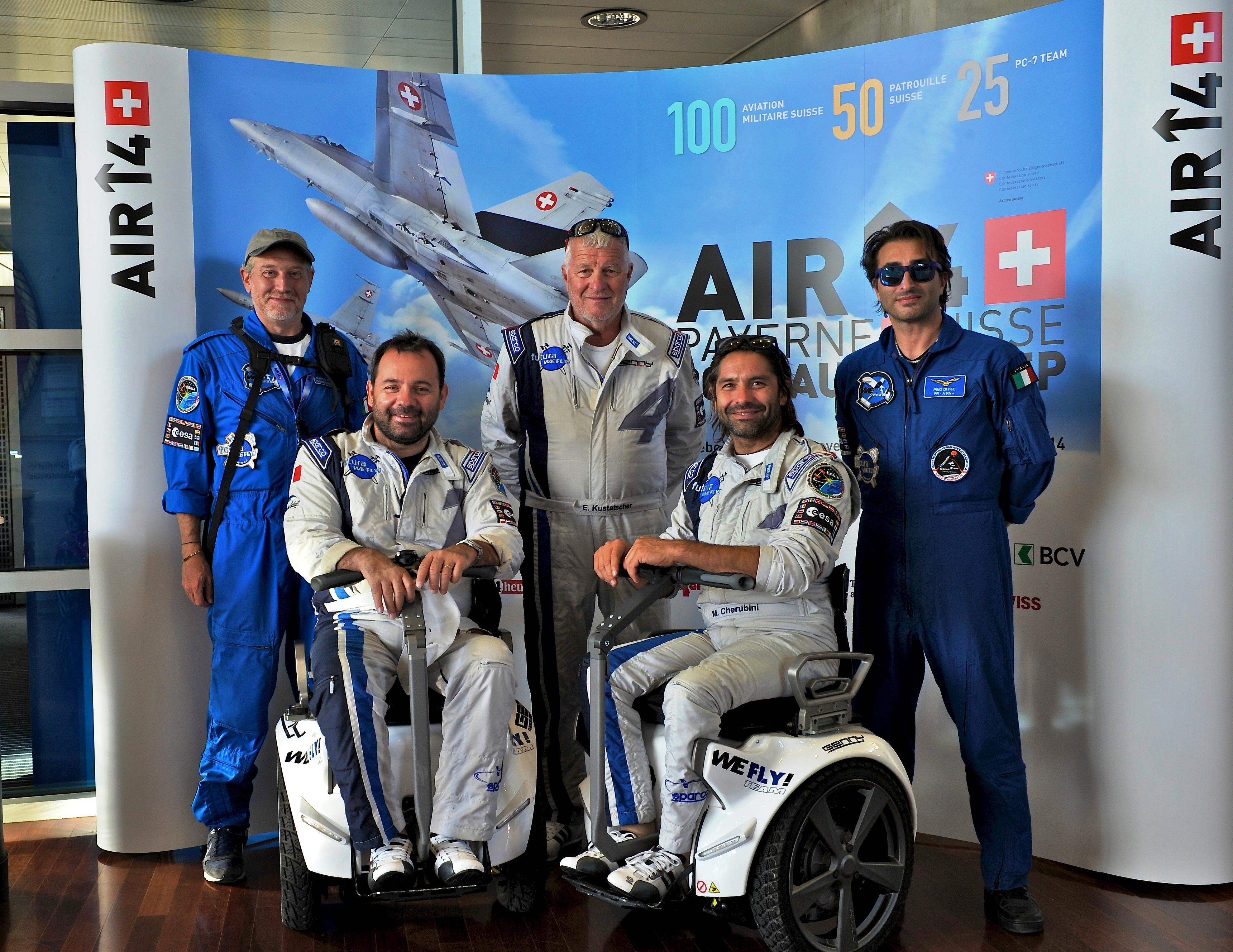
La pattuglia WeFly! Team al completo
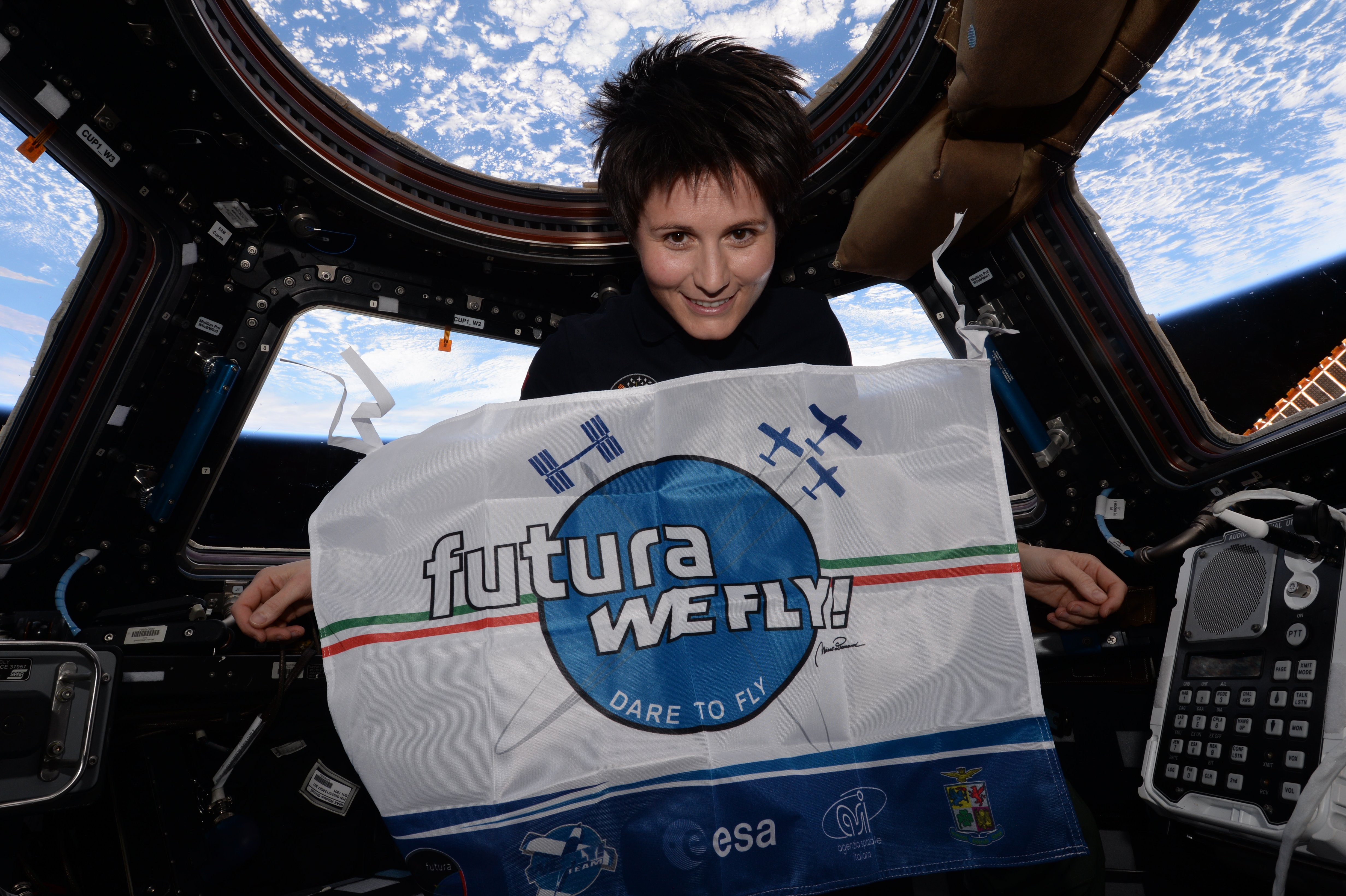
Samantha Cristoforetti con la bandiera del WeFly! Team nello Spazio"
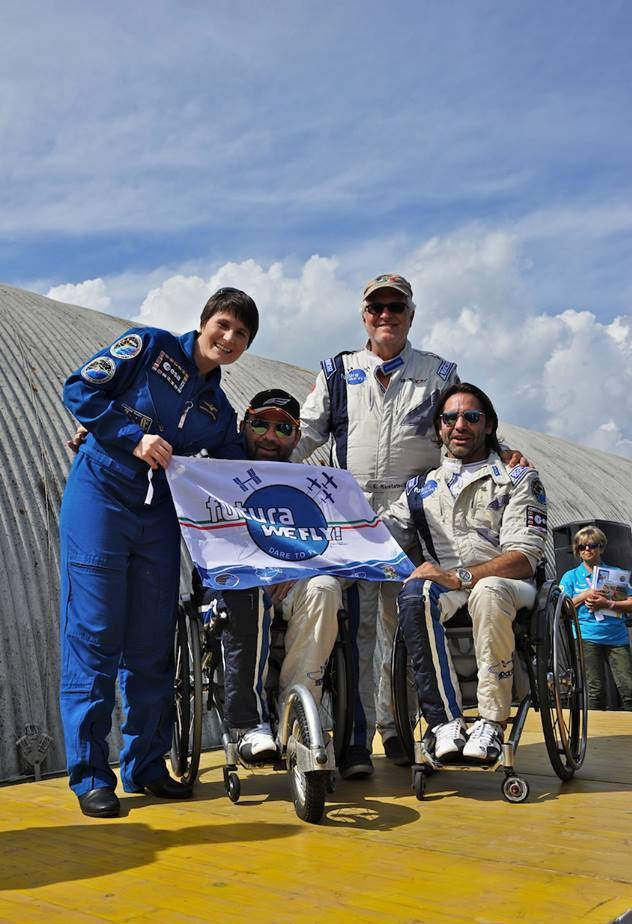
Samantha Cristoforetti restituisce la bandiera al WeFly! Team"
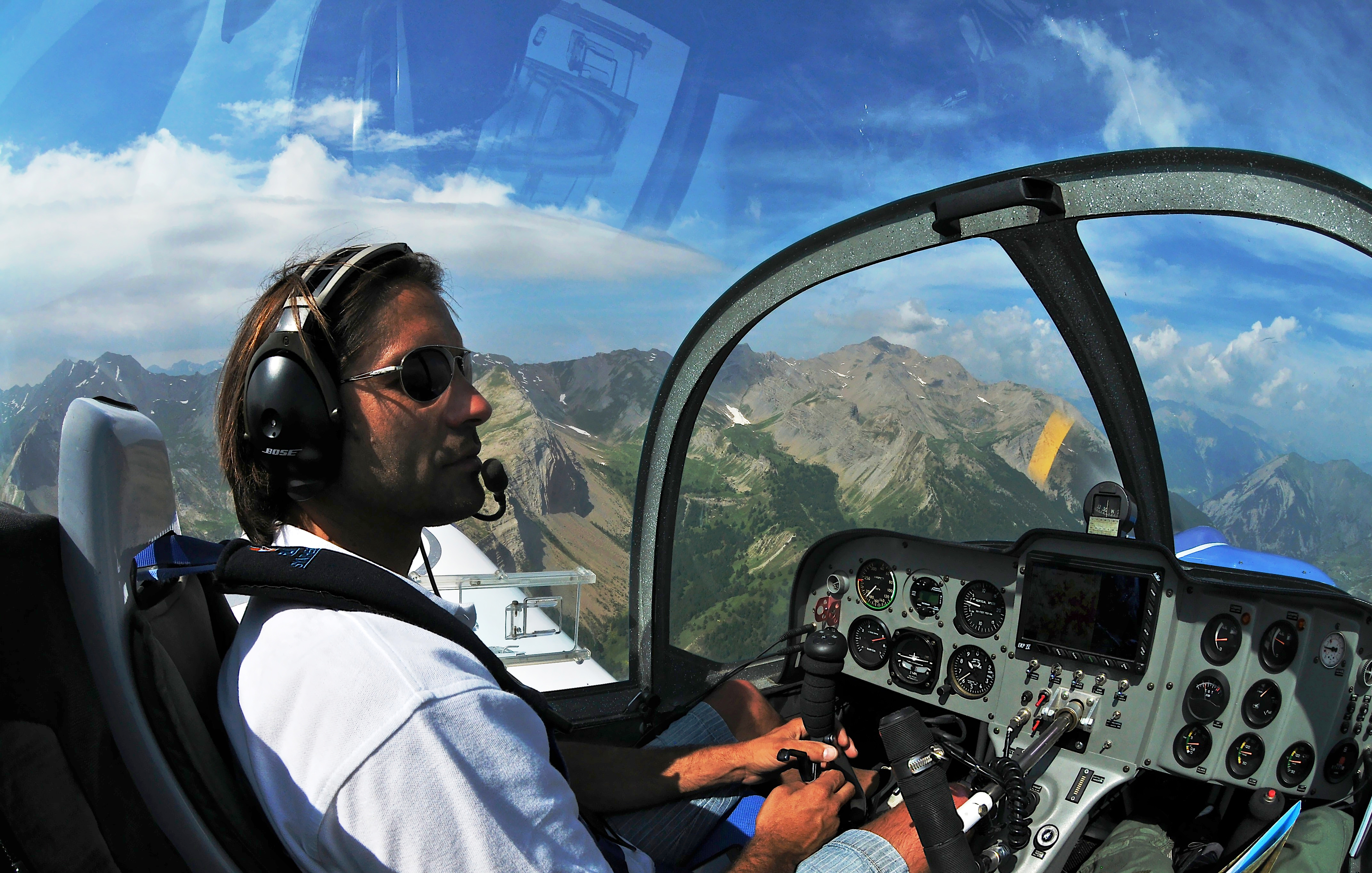
Marco Cherubini nel cockpit con i comandi speciali
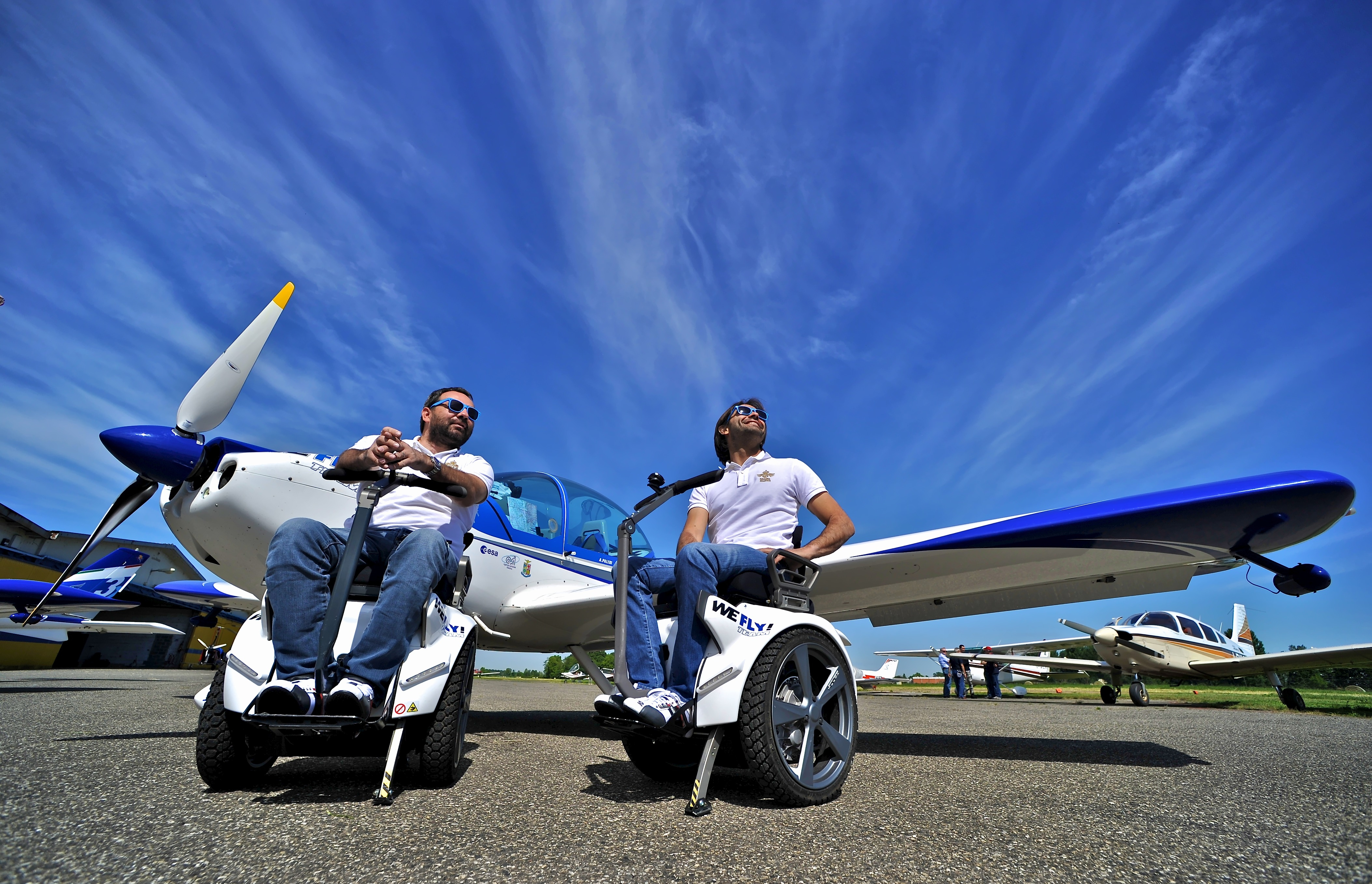
I piloti Alessandro Paleri e Marco Cherubini
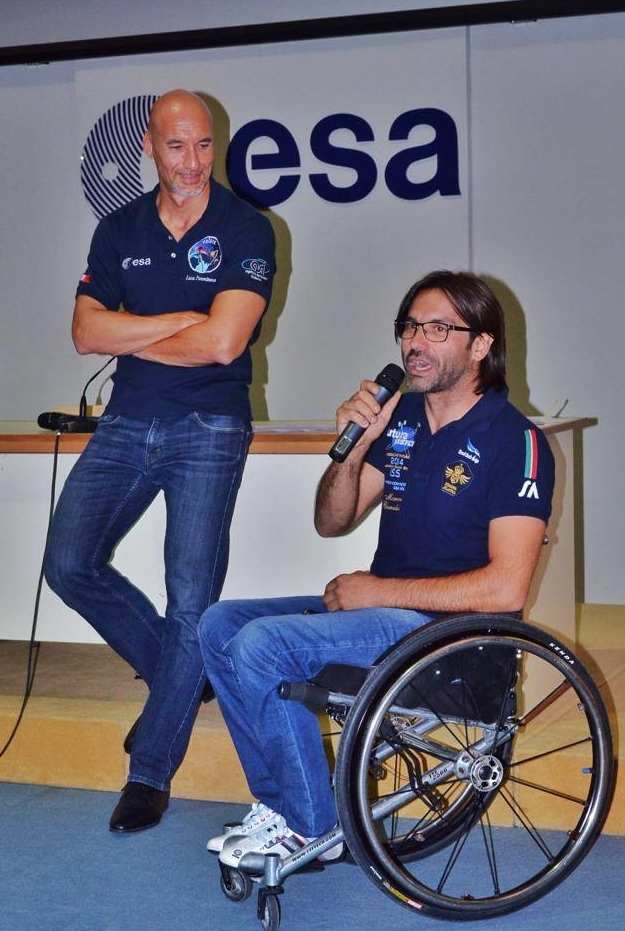
Marco Cherubini con Luca Parmitano all'Esa di Roma